# Acrolyta stroudi
Acrolyta stroudi là một loài tò vò trong họ Ichneumonidae.